# Něco z Alenky
Alice es una adaptación cinematográfica checa de 1988 dirigida por Jan Svankmajer, basada en la novela Las aventuras de Alicia en el país de las maravillas.

## Argumento
Una aburrida Alicia se narra a sí misma una serie de eventos y personajes que perfilan un surreal recorrido a un País de Maravillas, comenzando por un Conejo Blanco disecado que cobra vida, vistiendo elegantemente en un cajón escondido y escapando de su vitrina. Alicia sigue al Conejo hacia el interior de un escritorio sobre la cima de una colina que aparece junto a la habitación. Poco después, Alicia se encuentra bajando dentro de un ascensor que expone extraños enseres domésticos, para finalmente caer en una habitación con una puertecita cerrada en el borde inferior de otra puerta.
Alicia encoge y agranda su tamaño bebiendo de una botella de tinta y una galleta que aparecen de repente. Frustrada por no poder cruzar aún la puertecita hacia donde merodea el Conejo, la agrandada Alicia inunda la habitación con sus lágrimas. Entonces, un ratón navegante atraca en su cabeza e intenta preparar una merienda encendiendo una fogata con el cabello de la niña. Disgustada, Alicia se sumerge y el ratón se va nadando. Luego logra abrir la puerta tras encoger su tamaño con galletas que aparecen de la nada entre las aguas.
Alicia se encuentra a orillas de un arroyo en medio del campo y encuentra al Conejo Blanco, quien la confunde con Mary, su criada. Éste la ordena encontrar el resto de su indumentaria en el interior de su casa, parecida a un corral de conejo. Mientras busca, accidentalmente agranda su tamaño tras probar dulces con la frase "Cómeme" anotado sobre ellos. Alicia no puede moverse por su tamaño, para el horror del Conejo y otros animales surreales, quienes intentan echar entre todos a la gigante de la casa. Alicia se resiste, poniendo al Conejo furioso tras patear a una lagartija con cabeza de calavera y rellena de serrín. Finalmente la apresan y la sumergen en una olla de leche, la cual la solidifica dentro de un capullo parecido a Alicia y la encierran en una bodega.
Alicia logra escapar de su capullo y decide ser más considerada a partir de entonces. Encuentra la llave de la bodega en el interior de una lata de sardinas y continúa hacia un pasillo lleno de puertas. En ellas, conoce a una Oruga en el interior de una habitación rebosante de gusanos; sigue unos llantos de bebé que resultan ser los de un cerdito y llega al interior de una casita de muñecas en un torbellino de platos y ollas. Allí encuentra una fiesta de té que procede mecánicamente sin fin, con un peluche de Liebre, una marioneta de madera del Sombrerero y un hurón lamedor de tazas como anfitriones. Entonces, el Sombrerero hace aparecer al Conejo Blanco de su sombrero, quien huye escaleras arriba seguido por Alicia.
Allí encuentra un jardín de papel tras sábanas colgadas en un ático. De repente, unas cartas salen hacia el jardín seguidas por el Rey y la Reina de Corazones. La Reina ordena enojada al Conejo Blanco, su servidor, decapitar a dos Jacks esgrimando. Son sentenciados de igual manera el Sombrerero y la Liebre que estaban jugando a las cartas, quienes intercambian sus cabezas y siguen jugando. Súbitamente, la Reina impone a Alicia una invitación a jugar a crockett con flamencos y erizos, juego que termina sin razón. Después, el Conejo Blanco hace entrega de la transcripción de un juicio a una confundida Alicia. Se presenta ella a una sala donde está siendo juzgada por comer las tartas de la Reina, las cuales están expuestas íntegras en el lugar. Alicia intenta explicarse mientras la Reina demanda constantemente decapitarla, pero el Rey les ordena atenerse a la transcripción que detalla a Alicia admitiendo el "crimen". Irritada, Alicia comienza a comer las tartas y el Rey y la Reina furiosos exigen la cabeza de la niña. Una sorprendida Alicia pregunta "¿Pero cuál de todas?", mientras su cabeza cambia a la de otros personajes.
Entonces, Alicia se halla despertándose en la habitación del principio. Ella aprecia los enseres domésticos que aparecieron en el País de Maravillas durante su narración y, finalmente, a la rota vitrina vacía del Conejo. Y tras encontrar un par de tijeras en el cajón escondido, se dice a sí misma "Retrasado como siempre, creo que le cortaré la cabeza."

## Reparto
- Kristýna Kohoutová como Alicia.

- Datos: Q1283391